# خيسوس كاستيلانو
خيسوس كاستيلانو هو لاعب كرة قدم فنزويلي في مركز الوسط، ولد في 22 مارس 2004 في برشلونة في فنزويلا. لعب مع نيويورك ريد بولز.

## وصلات خارجية
- خيسوس كاستيلانو على موقع الدوري الأمريكي (الإنجليزية)
- خيسوس كاستيلانو على موقع قاعدة بيانات كرة القدم.إي يو (الإنجليزية)
- خيسوس كاستيلانو على موقع Soccerway.com (الإنجليزية)